# August Böttcher

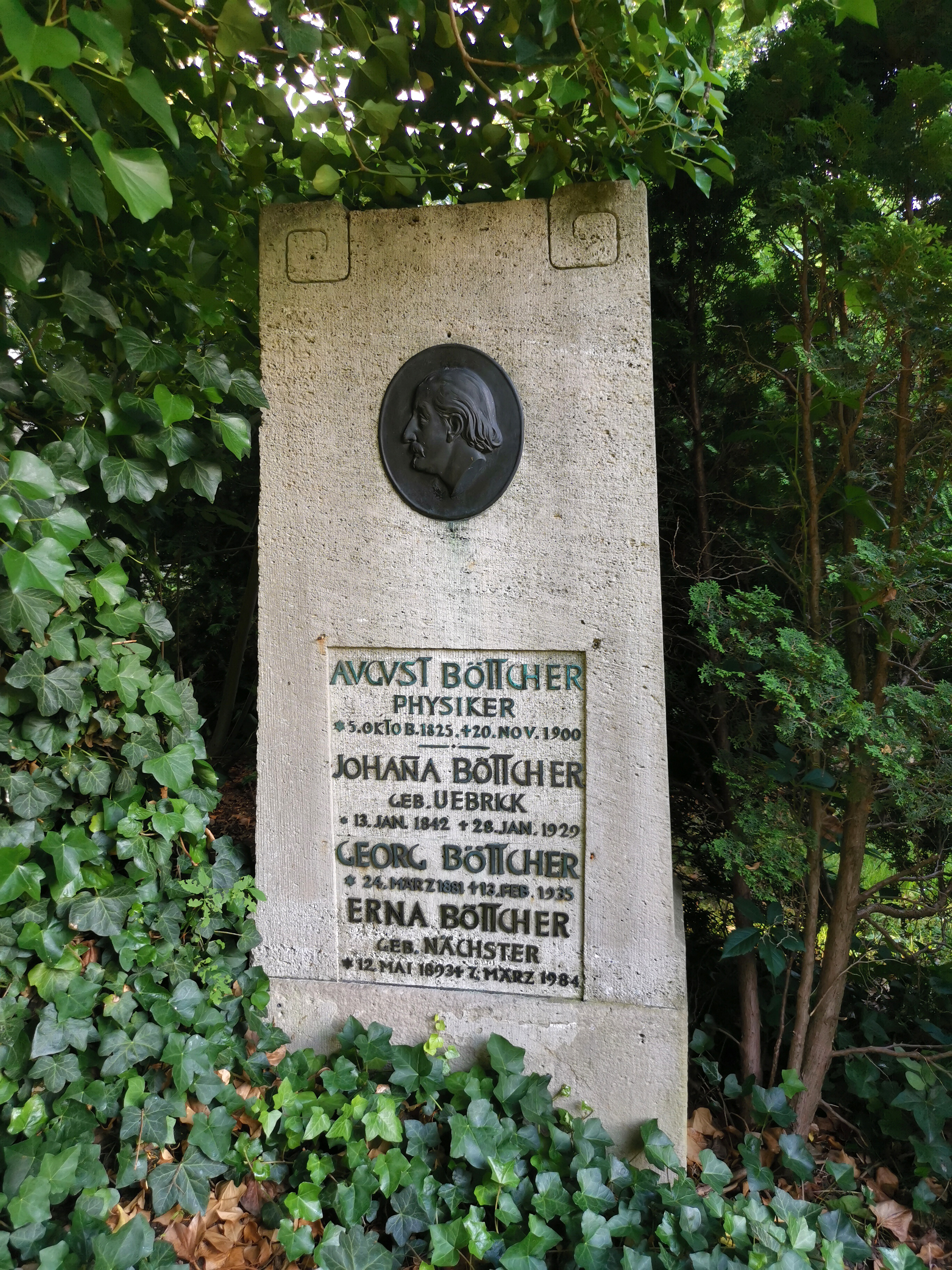
Grab auf dem Friedrichswerderschen Friedhof an der Bergmannstraße (Berlin), Feld W 2

August Böttcher, auch August Friedrich Böttcher oder Friedrich August Boettcher (* 5. Oktober 1825 in Thorn; † 20. November 1900 in Berlin), war ein deutscher Wissenschaftskommunikator des 19. Jahrhunderts und Naturalienhändler. Obwohl der Handwerksmeister als Autodidakt niemals an einer Universität studiert hatte, verstand er es, auch komplexe naturwissenschaftliche Zusammenhänge allgemeinverständlich im Rahmen der Volksbildung mit Vorführungen zu vermitteln, und erreichte in der zweiten Hälfte des 19. Jahrhunderts über Berlin hinaus mit seinen Boettcher’s Soiréen für instruktive Unterhaltung internationale Bekanntheit.

## Leben
August Böttcher legte die Prüfung zum Malermeister ab und lieferte als „Theatermeister“ viel beachtete Theaterdekorationen für das Thorner Stadttheater sowie weitere Provinzialbühnen. Während dieser Zeit baute er innerhalb von sieben Jahren ein Theatrum mundi mit zahlreichen Landschaften (Eckernförde, Korfu, der Kreml) sowie etwa 3000 handhohen dekorativ bemalten Figuren, die er eigenhändig mit einem Bewegungsmechanismus für die Ellbogen- und Kniegelenke versah. Da der wirtschaftliche Erfolg ausblieb, konzentrierte er sich nach seiner Reisezeit dann in Berlin auf die Ausgestaltung von Nebelbildern, die er mit seiner Laterna magica entwickelt hatte, arbeitete sich als Autodidakt intensiv in astronomische, geologische, geographische und kunsthistorische Literatur ein und hielt ab 1857 Experimentalvorträge bei Handwerkervereinen und anderen diversen Vereinen. Nach dem inspirierenden Besuch der Weltausstellung London 1862 integrierte er anschließend Drummondsches Licht in seine Vorführungen, wobei er die hierfür erforderlichen Kalkkegel auf seiner eigenen Drehbank drehte, die explosiven Brenngase in eigenen Retorten entwickelte und in selbstgefertigte Gummisäcke füllte und auch das erforderliche Knallgasgebläse selbst konstruierte. Seine etwa 800 Bildwerke, die er meist wissenschaftlichen Originalwerken oder populären Darstellungen entlehnte, wurden nach seinen Anweisungen über Staffage und Beleuchtungseffekte von diversen Künstlern (Staak in Hamburg und Elger in Wien) auf Glas gemalt. Danach führte er mit großem Erfolg populärwissenschaftliche Veranstaltungen, die sogenannten Boettcher’s Soiréen für instruktive Unterhaltung am Königlichen Schauspielhaus, dem Victoria-Theater sowie auch weiteren kleineren Theatern in Berlin durch. Er eröffnete darüber hinaus am 31. März 1879 mit einer „instruktiv soiré“ das in der Stockholmer Innenstadt in der Västra Trädgardsgatan gelegene private Theater Vaudevilleteatern.
Kaiser Wilhelm I., bei dem er mehrmals zur Veranstaltung einer Galavorstellung ins Schloss geladen wurde, ehrte ihn mit den Worten:

„Sie haben es so schön verstanden, die von der Wissenschaft gehobenen Barren Goldes in gangbare Münze umzuprägen.“

Im Alter von 65 Jahren gründete er 1890 in der Brüderstraße in Berlin C eine Naturalienhandlung, die er in den folgenden Jahren mit Schwerpunkt auf Insekten weiter ausbaute und die nach seinem Tod von seinem 1870 geborenen Sohn Ernst August Böttcher übernommen und weitergeführt wurde.
Er wurde gemeinsam mit seinem Sohn Ernst im Jahr 1890 Mitglied des 1856 von Gustav Kraatz gegründeten und zu Beginn seiner Mitgliedschaft vom Königlichen Hofkunsthändler Eduard G. Honrath (1837–1893) geführten Entomologischen Vereins in Berlin.
August Böttcher war verheiratet und hatte zehn Kinder. Er wurde im Friedhof an der Bergmannstraße beigesetzt.
Ludwig Pietsch, der ihn in seinem Nachruf „den Vorläufer der Urania“ nannte, schrieb in der Vossischen Zeitung über ihn:
„Im bunten Wechsel ziehen seit Jahren Namen und Gestalten von Künstlern und Kunstbeflissenen, Wissenschafts-Interpreten, Rhetoren, wirklichen und eingebildeten Priestern des Ewig-Schönen und Erhabenen an uns im Konzerthaus des Kgl. Schauspielhauses vorüber; - um zu verschwinden, wie sie kamen. Nur einer hat es vermocht, seine Stellung dauernd zu behaupten, es ist das der Physiker A. Böttcher.“